# Baltische Informatik-Olympiade
Die Baltische Informatik-Olympiade (englisch Baltic Olympiad in Informatics – BOI) ist ein jährlich ausgetragener Informatik-Wettbewerb für Schüler. Die erste BOI wurde 1995 von den Leitern der IOI-Mannschaften aus den baltischen Staaten Estland, Lettland und Litauen gegründet. 2010 fand die 16. BOI in Tartu, Estland, statt, dem Austragungsort der ersten BOI. Deutschland nimmt seit 2001 teil.
Teilnehmer sind in erster Linie die Ostsee-Anrainerstaaten Dänemark, Deutschland, Estland, Finnland, Litauen, Lettland, Polen und Schweden, sowie Island und Norwegen; jedoch nehmen immer wieder auch Gäste aus anderen Ländern teil, beispielsweise aus Norwegen, Ungarn und den USA. Außerdem dürfen – außer Konkurrenz – auch Teilnehmer aus allen Staaten online teilnehmen.
Jedes Land darf bis zu sechs Teilnehmer entsenden, das Gastgeberland darf eine zusätzliche Mannschaft ins Rennen schicken.
Ein wichtiges Ziel der BOI ist es, den Teilnehmern die Möglichkeit zu geben, Erfahrung für die Teilnahme an einem internationalen Wettbewerb zu gewinnen, bevor sie an der Internationalen Informatik-Olympiade (IOI) teilnehmen. Die BOI ist auch Teil der nationalen Auswahlverfahren für die IOI.

## Ablauf des Wettbewerbes
Am Anreisetag werden die Teilnehmer mit den vorhandenen Geräten und den Wettbewerbsregeln vertraut gemacht und führen bereits zwei Probeaufgaben durch, die nicht gewertet werden. An den beiden Wettbewerbstagen müssen jeweils innerhalb von 5 Stunden drei Aufgaben gelöst werden. Die Art und Schwierigkeit der Wettbewerbsaufgaben und die Bedingungen für die Medaillenvergabe sind dieselben wie bei der IOI.

## Liste der Austragungsorte
Die folgenden 30 BOIs haben bisher stattgefunden:
- 1995 in Tartu, Estland
- 1996 in Riga, Lettland
- 1998 in Tartu, Estland
- 1999 in Riga, Lettland
- 2000 in Haninge, Schweden
- 2001 in Sopot, Polen
- 2002 in Vilnius, Litauen
- 2003 in Tartu, Estland
- 2004 in Ventspils, Lettland
- 2005 in Pasvalys, Litauen
- 2006 in Heinola, Finnland
- 2007 in Güstrow, Deutschland
- 2008 in Gdynia, Polen
- 2009 in Stockholm, Schweden
- 2010 in Tartu, Estland
- 2011 in Lyngby, Dänemark
- 2012 in Ventspils, Lettland
- 2013 in Rostock, Deutschland
- 2014 in Palanga, Litauen
- 2015 in Warschau, Polen
- 2016 in Helsinki, Finnland
- 2017 in Bergen, Norwegen
- 2018 in Stockholm, Schweden
- 2019 in Tartu, Estland
- 2020 Online, ausgerichtet von Lettland
- 2021 Online, ausgerichtet von Deutschland
- 2022 in Lübeck, Deutschland
- 2023 in Lyngby, Dänemark
- 2024 in Vilnius, Litauen

## Teilnahme
In Deutschland ist die BOI Teil des nationalen Auswahlverfahrens für die IOI. Die besten sechs aus den vorhergehenden Wettbewerbsrunden dieses Verfahrens dürfen an der BOI teilnehmen.

## Goldmedaillen des deutschen Teams
- 2005: Erik Panzer
- 2007: Julian Fischer, Martin Maas
- 2009: Fabian Gundlach
- 2010: Fabian Gundlach
- 2015: Felix Bauckholt